# Plectrocnemia appennina
Plectrocnemia appennina är en nattsländeart som beskrevs av Mclachlan 1884. Plectrocnemia appennina ingår i släktet Plectrocnemia och familjen fångstnätnattsländor. Inga underarter finns listade i Catalogue of Life.